# Myrcidris
Myrcidris este un gen de furnică din subfamilia Pseudomyrmecinae care conține o singură specie Myrcidris epicharis. Genul este cunoscut doar din câteva localități la nord de Manaus, Brazilia.